# Woody Guthrie
Woodrow Wilson "Woody" Guthrie (Okemah, 14 de julho de 1912 — Nova Iorque, 3 de outubro de 1967) foi um cantor e compositor americano de folk music. Seu legado musical é composto por centenas de músicas, baladas e obras improvisadas que abrangem desde temas políticos, músicas tradicionais até canções infantis. Guthrie tocava frequentemente com sua guitarra que possuía o slogan "This machine kills fascists" ("Esta máquina mata fascistas"). É talvez melhor conhecido por sua canção "This Land Is Your Land", regularmente cantada nas escolas americanas. Muitas de suas músicas gravadas estão arquivadas na Biblioteca do Congresso, nos Estados Unidos.
Guthrie viajou com trabalhadores migrantes de Oklahoma para a Califórnia e aprendeu canções de folk e blues tradicionais. Suas canções contam suas experiências na Dust Bowl durante a Grande Depressão, fazendo com que ele ganhasse o apelido de "O trovador Dust Bowl." Guthrie foi associado a grupos comunistas nos Estados Unidos, mas nunca tornou-se membro do comunismo.
Foi casado três vezes e teve oito filhos, incluindo o músico de folk Arlo Guthrie. É avô da cantora Sarah Lee Guthrie. Guthrie morreu de uma complicação neurológica degenerativa conhecida como Doença de Huntington. Apesar de sua doença, durante seus últimos anos Guthrie serviu como uma figura a ser seguida na música folclórica, proporcionando inspiração para uma nova geração de músicos folk, incluindo as relações com o mentor Ramblin 'Jack Elliott e, em menor grau, Bob Dylan.

## Biografia

### Início da vida: 1912–1930

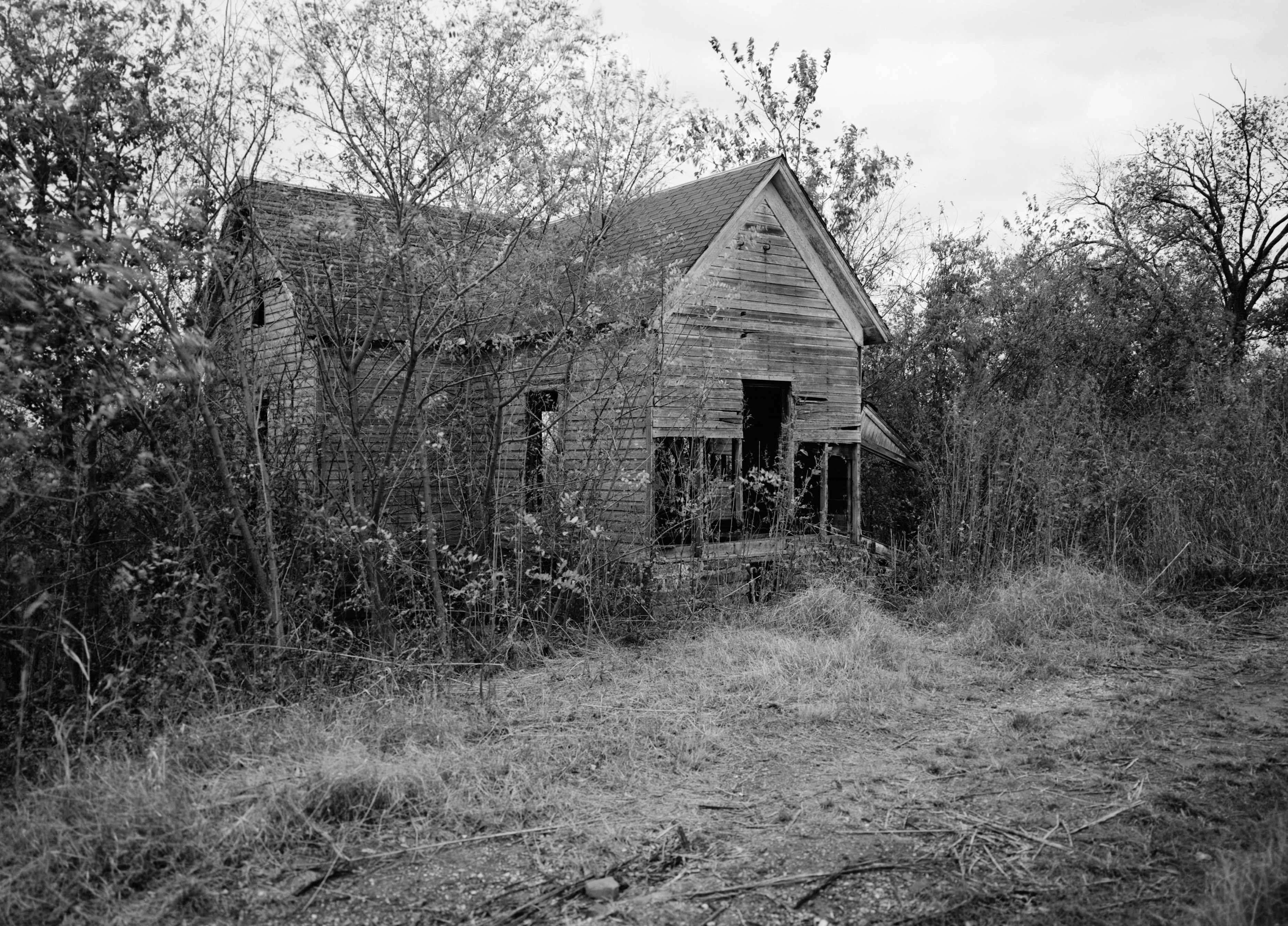
A casa em que nasceu Woody Guthrie em Oklahoma, aparentemente em 1979.

Guthrie nasceu em Okemah, Oklahoma, nos Estados Unidos. Seus pais, Nora Belle Sherman e Charles Edward Guthrie, deram a ele o nome de Woodrow Wilson em homenagem ao então governador de Nova Jérsei, o qual logo iria se tornar presidente dos Estados Unidos. Charles Guthrie, conhecido como Charley, foi um zeloso empresário, proprietário de uma só vez de trinta lotes em terreno no Condado de Okfuskee. Charley foi, também, ativamente envolvido na política de Oklahoma, sendo um candidato democrata a fim de alcançar um cargo político em seu município. O jovem Guthrie acompanhava muitas vezes o pai, quando Charley fazia discursos nas redondezas.
A vida familiar de Guthrie em sua infância foi marcada por várias tragédias envolvendo incêndios, as quais causaram a perda de sua casa em Oklahoma. Sua irmã Clara morreu acidentalmente em um incêndio de carvão e petróleo e seu pai foi gravemente queimado em um incêndio posterior, quando Guthrie tinha sete anos. As circunstâncias destes casos, especialmente a do acidente de Charley, ainda não foram esclarecidas. Não se sabe de fato se os incêndios foram realmente acidentais ou provocados pela mãe de Woody, que naquela época estava sofrendo de uma doença neurológica degenerativa, até então não descoberta pela família. Nora Guthrie acabou sendo internada em um hospício, em Oklahoma, onde em 1930 viria a falecer. Acredita-se que ela era uma vítima da Doença de Huntington, que viria a ser a causa da morte de seu filho. Também há suspeitas de que o avô materno de Guthrie, George Sherman, foi vítima da doença, devido às circunstâncias que rodearam sua morte por afogamento.
Com Nora Guthrie institucionalizada e Charley Guthrie vivendo em Pampa, Texas, trabalhando para reembolsar as suas dívidas vencidas a partir de ofertas imobiliárias, Woody Guthrie e seus irmãos ficaram em Oklahoma sob responsabilidade de Roy Guthrie, seu irmão mais velho. Woody, naquela época com quatorze anos, fazia alguns trabalhos extras, em torno de Okemah, mendigava refeições e às vezes dormia nas casa de amigos da família. De acordo com uma história, Guthrie fez amizade com um músico de blues que tocava gaita chamado "George". Posteriormente, Woody comprou sua própria gaita e começou a tocar juntamente com George. Contudo, em entrevista, quatorze anos depois, Guthrie alegou que ele aprendeu a tocar gaita com um amigo de infância, John Woods, e que aquela história anterior era falsa. Ele parecia ter uma afinidade natural com a música e facilmente aprendeu a "tocar de ouvido". O jovem começou a usar suas habilidades musicais pela cidade, tocando uma música em troca de um sanduíche ou moedas. Guthrie facilmente aprendeu antigas baladas irlandesas e músicas tradicionais, ensinadas pelos pais de seus amigos. Embora não tenha se graduado na escola — saiu do colégio no último ano do Ensino Médio e não conseguiu se formar — seus professores o descreveram como brilhante. Ele também era um leitor ávido de material com bastante conteúdo. Amigos se lembram dele lendo constantemente.
Eventualmente, o pai de Guthrie chamava o filho para ir ao Texas, local onde haveria uma pequena mudança para ele, que naquele momento era um músico aspirante. Guthrie, com dezoito anos, estava relutante em assistir às aulas na Escola Secundária em Pampa e passou muito tempo aprendendo canções, tocando nas ruas e lendo livros na biblioteca. Ele foi crescendo como músico, ganhando prática tocando regularmente em bailes com seu primo Jeff Guthrie, um violinista. Além disso, Guthrie passou muito tempo na biblioteca da prefeitura de Pampa e escreveu um manuscrito resumindo tudo que ele tinha lido sobre os conceitos básicos da psicologia. Um bibliotecário arquivou esse manuscrito no nome de Guthrie, mas o mesmo fora perdido em uma reorganização da biblioteca.

### Década de 1930: Era das viagens
Com 19 anos, Guthrie conheceu e casou-se com sua primeira esposa, Mary Jennings, com quem teve três filhos. Com o advento da era Dust Bowl, Guthrie saiu do Texas, deixando para trás Mary, e juntou-se aos milhares de Okies que estavam migrando para a Califórnia à procura de trabalho. Muitas de suas canções falam sobre a preocupação com as condições enfrentadas por estes trabalhadores.

#### Califórnia
No final da década de 1930, Guthrie alcançou a fama em Los Angeles, Califórnia, com o parceiro de rádio Maxine "Lefty Lou" Crissman, como locutor de uma emissora comercial de músicas não muito conhecidas e músicas folclóricas. Guthrie estava fazendo dinheiro suficiente para ajudar sua família, que continuava vivendo no Texas. Enquanto figurava na estação de rádio KFVD, uma estação de rádio comercial pertencente a um populista de espírito New Deal, o democrata Frank Burke, Guthrie começou a escrever e tocar algumas canções sobre protesto que acabariam com as baladas sobre Dust Bowl. Foi na KFVD que Guthrie conheceu o apresentador Ed Robbin. Robbin ficou impressionado com uma canção que Guthrie escreveu sobre Thomas Mooney, um homem que foi injustamente condenado, naquela época, um esquerdista fora de campanha e acalorado de debate público. Robbin, que se tornou mentor político de Guthrie, o introduziu aos socialistas e comunistas do sul da Califórnia, incluindo Will Geer, que permaneceria amigo de Guthrie pelo resto de sua vida, e o ajudou a fazer performances proveitosas nos círculos comunistas do sul da Califórnia. Apesar de Guthrie alegar mais tarde que "a melhor coisa que fiz em 1936 foi me inscrever no Partido Comunista" ele nunca foi membro do partido. Ele era, porém, notado como um companheiro de viagem que concordava com a plataforma do partido, mas sem estar sujeito à disciplina partidária. Embora não sendo do partido, Guthrie pediu para escrever uma coluna no jornal comunista The Daily Worker. A coluna, intitulada "Woody Sez", apareceu em um total de cento e setenta e quatro vezes entre maio de 1939 e janeiro de 1940. As colunas não falavam explicitamente sobre política, mas sim sobre os acontecimentos da época que foram vividos e observados por Guthrie; eram escritas em um dialecto exageradamente difícil, pouco usual e, normalmente, incluindo um pequeno quadrinho. As colunas foram publicadas mais tarde como uma coleção após a morte de Guthrie.Steve Earle falou sobre Woody:"Eu não penso em Woody como um escritor político. Ele foi um escritor que viveu em tempos muito políticos." Com a eclosão da Segunda Guerra Mundial e o Pacto de não-agressão que a União Soviética assinou com a Alemanha Nazista, em 1939, os proprietários da Rádio KFVD não queriam que seus funcionários tivessem alguma apologia à União Soviética; por isso, tanto Robbin quanto Guthrie saíram da rádio. Sem o seu programa diário, as perspectivas de emprego diminuíram, fazendo com que Woody e sua família voltassem para Pampas, Texas. Embora Mary Guthrie tivesse ficado feliz com a volta de Woody ao Texas, a imensa vontade de viajar de Guthrie fez com que ele aceitasse um pedido de Will Geer para ir ao leste de Nova Iorque.

### Construindo um legado

#### Nova Iorque
Chegando em Nova Iorque, Guthrie, conhecido como o cowboy de Oklahoma, foi abraçado pela comunidade de música folclórica esquerdista. Fez suas primeiras gravações — muitas horas de conversa e músicas gravadas pelo folclorista Alan Lomax para a Biblioteca do Congresso — assim formando um álbum, Dust Bowl Ballads, pela Victor Records, em Camden, Nova Jérsei.
Guthrie estava cansado de ouvir a música "God Bless America", de Irving Berlin, nas rádios. Achava que a canção era surrealista e complacente. Parcialmente inspirado por suas experiências durante uma viagem cross-country e sua antipatia por "God Bless America", escreveu sua canção mais famosa, "This Land Is Your Land" em fevereiro de 1940, antes intitulada "God Blessed America". A melodia é baseada na canção gospel "Oh My Loving Brother", mais conhecida como "Little Darling, Pal of Mine", cantada pelo grupo country The Carter Family. Guthrie assinou um manuscrito com o comentário "Tudo que você pode escrever é aquilo que você vê, Woody G., NY, NY, NY". Ele protestou contra a desigualdade de classes nos seguintes versos:
Nas praças da cidade, Na sombra de um campanário;
No intervalo do escritório, eu vi o meu povo.
Tinham fome, e eu estava lá perguntando,
Esta terra é feita para você e para mim?
Quando andava, eu vi uma placa,
E na placa, Dizia "não invadir".(Em outra versão, lê-se "Propriedade Privada")
Mas no outro lado, ela não dizia nada!
Esse lado foi feito pra você e para mim.
Esses versos foram muitas vezes omitidos nas gravações posteriores, às vezes por Guthrie. A música foi escrita em 1940, sendo quatro anos depois gravada por Moses Asch em abril de 1944, e ainda depois foram produzidas e distribuídas partituras nas escolas por Howie Richmond.
Em março de 1940, Guthrie foi convidado a tocar em um evento beneficente oferecido pelo The Steinbeck Committee to Aid Farm Workers com a finalidade de angariar dinheiro para os trabalhadores migrantes. O livro de John Steinbeck, The Grapes of Wrath foi bastante popular. Foi neste evento que Guthrie conheceu Pete Seeger e os dois tornaram-se bons amigos. Mais tarde Seeger, acompanhado de Guthrie, voltou ao Texas para conhecer os outros membros da família de Woody e teve uma estranha conversa com a mãe de Mary Guthrie, em que ela pedia a ajuda de Seeger para persuadir Woody com o objetivo de fazê-lo tratar melhor sua filha.
Guthrie teve algum sucesso em Nova Iorque, desta vez como convidado no programa da rádio CBS, "Back Where I Come From" e usou a sua influência para conseguir um lugar no show para o seu amigo Huddie "Lead Belly" Ledbetter. O apartamento de Ledbetter foi um local de encontro de uma roda de músicos de Nova Iorque, no tempo em que Ledbetter e Guthrie eram bons amigos, depois de terem tocados juntos em bares de Harlem.
Em setembro de 1940, Guthrie foi convidado pela empresa Model do Tobbaco para apresentar o programa de rádio "Pipe Smoking Time". Guthrie recebia um salário de cento e oitenta dólares por semana, um salário impressionante em 1940. Ele foi finalmente juntando dinheiro suficiente para enviar uma ajuda regularmente à Mary e posteriormente trazê-la junto com as crianças para Nova Iorque, onde a família viveu em um apartamento no Central Park West. Essa reunião representou o desejo de Woody de ser um pai e marido melhor. Ele disse: "Eu tenho que me esforçar muito até pensar em ser um bom pai." Infelizmente, para a recém formada família, Guthrie se demitiu após a sétima transmissão na rádio, afirmando que ele havia começado a sentir que o programa o estava restringindo muito quando ele dizia que queria cantar. Descontentes com Nova Iorque, Guthrie levou Mary e seus filhos, em um carro novo, para o oeste da Califórnia.

#### Pacífico Noroeste
Em maio de 1941, após uma breve estadia em Los Angeles, Guthrie mudou-se com sua família para Washington, no Pacífico Noroeste, com uma promessa de emprego. Na mesma época, um documentário dirigido por Gunther von Fritsch estava sendo criado em apoio à Represa Grand Coulee construída pela Bonneville Power Administration no Rio Columbia e precisava de um narrador. Apoiado por uma recomendação de Alan Lomax, a ideia original era a de Guthrie narrar o filme e cantar músicas na tela. O projeto original estava previsto a ter um ano para ser realizado, mas quando os realizadores do filme ficaram preocupados com as implicações políticas, o papel de Guthrie ficou minimizado. Ele foi contratado então apenas por um mês, pelo Departamento do Interior dos Estados Unidos da América, para escrever canções sobre o Rio Columbia e a construção de barreiras para a trilha sonora do documentário. Quanto Guthrie e um motorista passavam pelo Rio Columbia e pelo Pacífico Noroeste, Guthrie disse que "não podia acreditar, é o paraíso", e ficou criativamente inspirado. Em um mês, escreveu vinte e seis músicas, incluindo três de suas mais famosas: "Roll On Columbia", "Pastures of Plenty", e "Grand Coulee Dam". As músicas sobreviventes foram lançadas no álbum Columbia River Songs.
No fim do mês, depois de passar por Oregon e Washington, Guthrie queria voltar para Nova Iorque. Cansada das constantes mudanças, Mary Guthrie disse-lhe para ir sem ela e as crianças. Esta seria a separação do casal, entretanto, Guthrie a iria ver novamente, em uma turnê por Los Angeles junto aos Almanac Singers, o que foi essencialmente o fim de seu casamento. O divórcio foi difícil, porque Mary era membro da Igreja Católica. No entanto ela relutantemente concordou em dezembro de 1943.

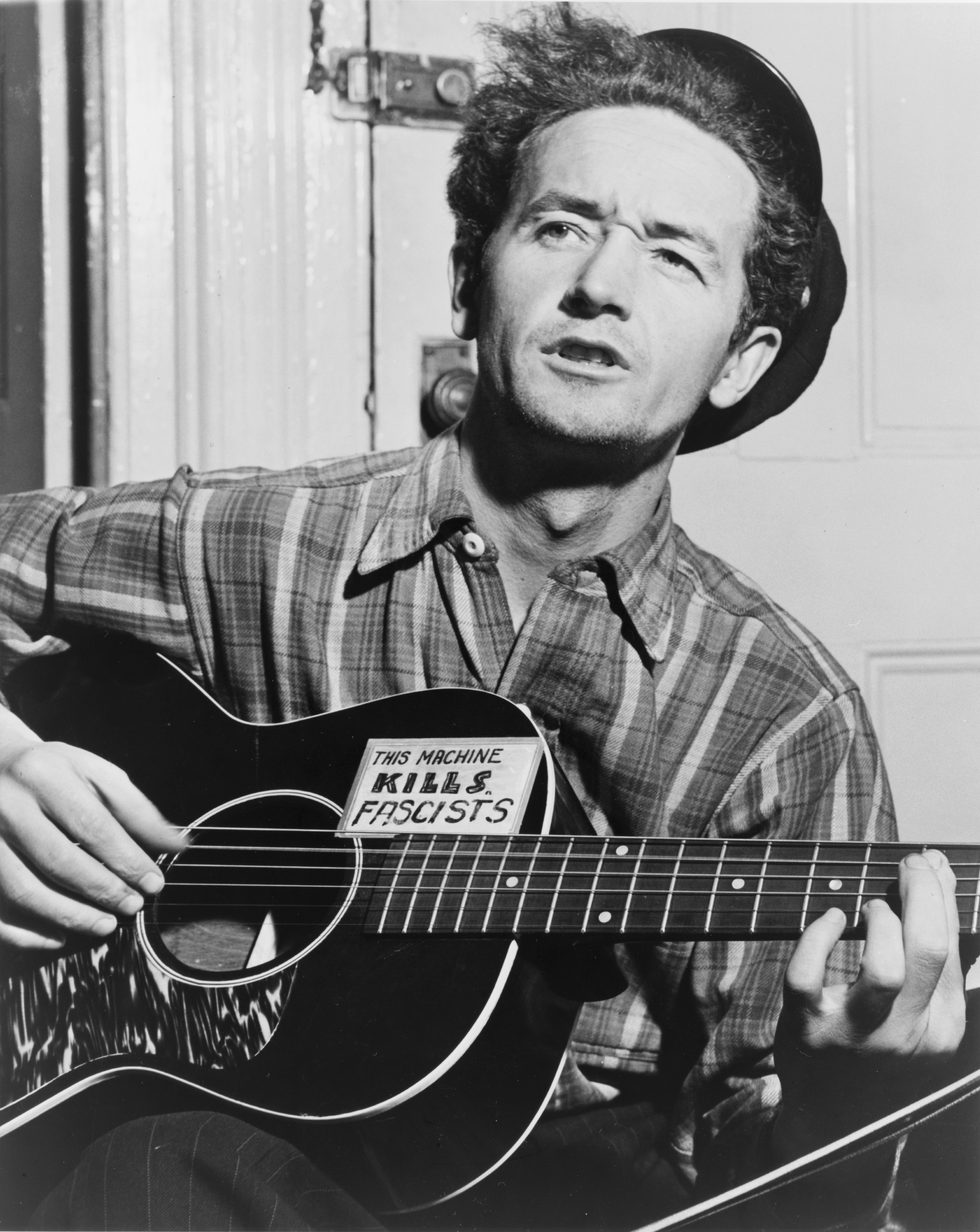
Woody Guthrie, 1943

#### Almanac Singers
Na sequência de conclusão de seus trabalhos em Washington, Guthrie se correspondeu com Pete Seeger, sobre o novo grupo de folk-protestante de Seeger, Almanac Singers. Guthrie retornou a Nova Iorque com planos de turnê pelo país como um membro do grupo. Os cantores originalmente trabalhavam em um loft em Nova Iorque, fazendo alguns shows, chamados de hootenannys(significa algo como "nomes esquecidos"), uma palavra que Seeger e Woody aprenderam em viagens. Os cantores cresceram e mudaram-se para a cooperativa Almanac House na Greenwich Village. Inicialmente, Guthrie ajudou a escrever e cantar o que os Almanacs Singers denominavam de canções de "paz". Depois da adesão dos Estados Unidos na Segunda Guerra Mundial, os temas das canções tornaram-se especificamente antifascistas. Os membros do Almanac Singers e os residente da Almanac House foram vagamente definindo um grupo de músicos, embora o núcleo principal fosse formado por Guthrie, Pete Seeger, Millard Lampell e Lee Hays. Ideias socialistas, refeições, tarefas e renda foram partilhadas na Almanac House. Os shows dominicais hootenannys eram boas oportunidades de recolher dinheiro para comida e aluguel. Canções escritas na Almanac House tinham os créditos distribuídos entre todos os membros, embora no caso de "Union Mad", os membros, mais tarde, terem dito que Guthrie teria escrito a música sozinho, garantindo que seus filhos tomassem parte dos créditos.
Na Almanac House, Guthrie adicionou um ar de autencidade aos seus trabalhos desde que ele fora um real trabalhador da classe operária. "Era o coração da América personificado em Woody… E para alguém que deixou Nova Iorque, que era primariamente judeu, da primeira ou segunda geração americana e estava desesperadamente tentando se 'americanizar', eu acredito que uma figura como Woody foi de muita, muita importância." disse um amigo do grupo, Irwin Silber. Woody ia rotineiramente enfatizando sua imagem de classe trabalhadora, rejeitando canções as quais ele sentia não estar na veia do country blues que ele estava familiarizado com, e ia raramente contribuindo com as tarefas domésticas. A membro da casa Agnes ("Sis") Cunningham, outra Okie, iria mais tarde relembrar esse Woody: "Amava as pessoas que pensavam nele como um real trabalhador e não como um intelectual." Guthrie contribuiu escrevendo e autenticando o projeto pós-Almanac Singer de Peter Seeger, People's Songs, um boletim informativo e organização para cantores trabalhistas, fundada em 1945.

#### Bound for Glory (livro)
Guthrie foi um escritor prolífico, escrevendo milhares de páginas de poemas e prosas não publicados, muitos escritos enquanto vivia em Nova Iorque. Depois de uma sessão de gravações com Alan Lomax, este sugeriu a Guthrie que escrevesse uma autobiografia; na opinião de Lomax, as descrições de Woody sobre crescer foram umas das melhores sobre a infância americana que ele já leu. Foi durante esse tempo que Guthrie conheceu uma dançarina em Nova Iorque que veio a tornar-se sua segunda esposa, Marjorie Mazia. Mazia era uma instrutora na prestigiada Escola de Dança Martha Graham onde ela assistiu Sophie Maslow com sua peça Folksay. Baseada no folclore e poesia colecionada por Carl Sandburg, a peça incluia a adaptação de algumas músicas de Guthrie do Dust Bowl Ballads para o estúdio de dança. Ele continuou a escrever canções e, como Lomax sugeriu, começou a trabalhar em sua autobiografia. O produto final, Bound For Glory foi bem finalizado devido à paciente assistência de edição de Mazia e foi primeiramente publicado pela E.P. Dutton em 1943. Trata-se de um conto vívido, segundo o dialeto do próprio artista, com o toque e imagens de um verdadeiro contador de histórias. A Biblioteca Oficial queixou-se sobre a "demasiada cuidadosa reprodução do analfabeto discurso." Mas Clifton Fadiman, revisando o livro no New York Times, prestou ao autor uma grande homenagem: "Algum dia as pessoas irão acordar para o fato de que Woody Guthrie e as dez milhões de canções que saltam das caixas de música são posses nacionais como Yellowstone e Yosemite, e são parte das melhores coisas que esse país tem para mostrar ao mundo." A adaptação de filme de Bound for Glory foi lançada em 1976.

#### As gravações Asch
Em 1944, Guthrie conheceu Moses "Moe" Asch da Folkways Records, com quem gravou primeiro "This Land Is Your Land" e após alguns anos gravou "Worried Man Blues", junto com outras milhares de músicas. Essas gravações seriam mais tarde lançadas pelas Folkways e Stinson Records que compartilharam os direitos de distribuição. As gravações feitas pela Folkways ainda estão disponíveis hoje com a mais completa série dessas sessões, intituladas The Asch Recordings.

#### Os anos da Segunda Guerra Mundial
Woody acreditava que desempenhar suas músicas e poemas antifascistas em casa eram a melhor maneira de usar seus talentos; Guthrie pressionou o exército dos Estados Unidos a aceitá-lo como um executante USO ao invés de o colocar como um soldado no projeto. Quando o pedido de Guthrie falhou, seus amigos Cisco Houston e Jim Longhi o pressionaram a juntar-se à Marinha dos Estados Unidos da América. Guthrie seguiu esses conselhos. Ele serviu como um homem da bagunça e lavador de pratos e frequentemente cantava para a tripulação e tropas de boias nas viagens transatlânticas. Guthrie fez tentativas de escrever sobre sua experiência na Marinha Mercante, mas nunca ficou satistfeito com os resultados. Longhi mais tarde escreveu sobre essas experiências em seu livro Woody, Cisco and Me. O livro oferece em primeira mão um raro relato de Woody durante seu serviço na Marinha Mercante. Em 1945, a associação de Guthrie com o comunismo o fez inaceitável para servir a Marinha e ele foi mandado para o exército.
Enquanto estava inscrito no exército, Guthrie e Marjorie estavam casados. Após sua quitação, eles se mudaram para uma casa na Mermaid Avenue em Coney Island e nesse tempo tiveram quatro filhos. Um de seus filhos, Cathy, morreu devido a um incêndio, com quatro anos de idade, fazendo com que Woody caísse em uma séria depressão. Suas outras crianças chamavam-se Joady, Nora e Arlo. Arlo seguiu os passos de seu pai, como cantor e compositor. Durante esse período, Guthrie escreveu e gravou Songs to Grow on for Mother and Child, uma coleção de músicas infantis, que incluía a música "Goodnight Little Arlo (Goodnight Little Darlin)", escrita quando Arlo tinha nove anos de idade.
Um acidente aéreo em 1948 de um avião que levava vinte e oito trabalhadores agrícolas mexicanos de Oakland, na Califórnia, para serem deportados de volta ao México inspirou Woody a escrever "Deportee (Plane Wreck At Los Gatos)".

#### Mermaid Avenue
Os anos vivendo na Mermaid Avenue foram cercados pelos períodos mais produtivos de Woody como escritor. Seus extensos escritos desse tempo foram arquivados e mantidos por Marjorie e posteriormente por sua filha Nora. Muitos dos manuscritos contêm escritos do jovem Arlo e outros de seus descendentes.
Durante esse tempo Ramblin' Jack Elliott estudou extensivamente sobre Guthrie, visitando sua casa e observando como ele escrevia e se apresentava. Elliott, assim como Bob Dylan posteriormente fez, idolatrava Guthrie e se inspirava no seu estilo de performance idiomática e no seu repertório. Devido à doença de Woody, Dylan e Arlo iriam mais tarde alegar que aprenderam muito do estilo de performance de Guthrie a partir de Elliott. Quando perguntado sobre a alegação de Arlo, Elliott disse, "Fiquei lisonjeado. Dylan aprendeu de mim do mesmo jeito que eu aprendi de Woody. Woody não me ensinou. Ele apenas disse, 'Se você quer aprender algo, apenas roube isso - foi desse jeito que eu aprendi de Lead Belly'""

### Décadas de 50 e 60

#### Deterioração da saúde
No final da década de 1940, a saúde de Guthrie estava em declínio e seu comportamento tornou-se completamente errático. Ele recebeu vários diagnósticos (incluindo alcoolismo e esquizofrenia), mas em 1952 foi finalmente diagnosticado com a doença de Huntington, doença genética herdada de sua mãe. Acreditando que ele era um perigo para suas crianças, Marjorie sugeriu que Woody voltasse para a Califórnia sem ela e os dois acabaram se divorciando.
Após seu regresso à Califórnia, Guthrie morou em uma propriedade composta por Will Geer com cantores e atores banidos esperando o clima político melhorar. Enquanto sua saúde piorava cada vez mais, ele conheceu e casou-se com sua terceira esposa, Anneke Van Kirk, com quem teve uma filha, Lorina Lynn. O casal mudou-se para Flórida, vivendo em um ônibus em terras pertencentes a um amigo. O braço de Woody foi ferido em um acidente, quando ao acender uma fogueira com gasolina, a mesma explodiu. Apesar de que na hora ele tenha recuperado o movimento do braço, nunca mais pôde tocar violão. Em 1954, o casal retornou à Nova Iorque. Pouco depois, Anneke pediu divórcio, devido ao trabalho de cuidar de Guthrie. Anneke deixou Nova Iorque, permitindo que amigos adotassem Lorina Lynn. Depois do divórcio, a segunda esposa de Woody, Marjorie, voltava à sua vida. Marjorie cuidou dele até sua morte.
Guthrie, cada vez mais incapaz de controlar os movimentos de seus músculos, foi hospitalizado no Greystone Park Psychiatric Hospital de 1956 até 1961, no Brooklyn State Hospital até 1966, e finalmente no Creedmoor Psychiatric Center, até a sua morte. Marjorie e seus filhos visitavam Guthrie no Greystone todo domingo. Um fã de longa data de Woody convidou a família para sua casa nessas visitas semanais, devido à proximidade de sua casa com o hospital, até Guthrie ser movido para o Brooklyn State Hospital, o qual era mais próximo de onde Marjorie morava. A doença de Guthrie não foi essencialmente tratada devido às poucas informações sobre o problema na época. No entanto, sua morte contribuiu para o aumento da sensibilização para a doença e levou Marjorie a ajudar a fundar o Comitê do Combate da Doença de Huntington, o qual tornou-se o Huntington's Disease Society of America. Nenhum dos três filhos de Guthrie provenientes do casamento com Marjorie foram diagnosticados com sintomas da doença de Huntington, mas dois filhos de Mary Guthrie (Gwendolyn e Sue) sofreram da enfermidade. Ambos morreram com quarenta e um anos de idade.

#### Renascimento Folk e morte de Guthrie
No final dos anos 1950 e início dos anos 1960, uma nova geração de jovens foi inspirada por cantores de música folk, incluindo Guthrie. Esses "renascentistas folk" tornaram-se mais conscientes politicamente em suas músicas. O American Folk Revival foi começando a tomar lugar, focado nas questões do dia-a-dia, como os movimentos de direito civil e movimento de liberdade de expressão. Vários cantores folk estavam se formando pelo país, em lugares como Cambridge, Massachusetts e o bairro Greenwich Village, em Nova Iorque. Um dos visitantes de Guthrie no Greystone Park foi Bob Dylan, então com dezenove anos, que idolatrava Woody. Dylan escreveu sobre o repertório de Guthrie: "As canções por elas mesmas foram realmente além da categoria. Elas tinham a varredura infinita da humanidade nelas."  Após descobrirem sobre o paradeiro de Guthrie, jovens cantores folk regularmente o visitavam durante os anos finais de sua vida, tocando suas próprias músicas para ele, como originais também. Guthrie morreu por complicações da doença de Huntington em 1967. Até o momento de sua morte, seu trabalho tinha sido descoberto por uma nova audiência, introduzido a ela em parte por Bob Dylan, Pete Seeger, Ramblin' Jack Elliott, sua ex-esposa Marjorie, seu filho Arlo e outros membros do renascimento da música folclórica.

## Legado musical
| “ | Eu odeio uma música que faz você pensar que você não é nada bom. Eu odeio uma música que faz você pensar que você é nascido para perder. Obrigado a perder. Não serve para ninguém. Não serve para nada. Porque você é muito velho ou muito novo, muito gordo ou muito magro, muito feio ou muito isso, muito aquilo. Músicas que te deixam para baixo ou ridicularizam você por conta de sua má sorte ou dificuldades. Vou lutar com essas músicas até meu último suspiro de ar e minha última gota de sangue. Vou cantar músicas que irão provar a você que esse é seu mundo e como, se isso tem afetado você bastante e batido em você uma dúzia de vezes, não importa qual cor, qual tamanho você é, como você foi construído. Vou cantar as músicas que fazem você ter orgulho de si e de seu trabalho. | ” |

### Fundação e arquivos
A Woody Guthrie Foundation é uma organização sem fins lucrativos que atua como administradora e zeladora dos arquivos de Woody Guthrie. O arquivo abriga a maior colecção de material sobre Guthrie no mundo. As letras escritas e não gravadas de Guthrie que estão na casa de arquivos tem sido o ponto de partida de muitos álbuns, incluindo os álbuns de Wilco e Billy Bragg: Mermaid Avenue e Mermaid Avenue Vol. II, gravados em 1998 a partir de um convite da filha de Guthrie, Nora.

### Festival Folk
O Woody Guthrie Folk Festival é realizado anualmente em meados de julho para comemorar a vida e música do cantor e compositor. O festival é realizado no fim de semana mais próximo ao aniversário de Woody (14 de julho) em sua cidade natal Okemah, em Oklahoma. É planejado e executado anualmente pela Coligação Woody Guthrie, uma corporação sem fins lucrativos, onde o objetivo é apenas assegurar o legado musical de Guthrie. A Coligação Woody Gurthrie contratou um índio local escultor para fazer uma estátua de corpo inteiro de Guthrie com sua guitarra, completa com a inscrição gravada nela: "Essa máquina mata fascistas". A estátua, esculpida por Dan Brook, localiza-se na rua principal de Okemah no coração da cidade e foi revelada no ano inaugural do festival.

### Canções judaicas
Marjorie Mazia nasceu Marjorie Greenblatt e sua mãe, Aliza Greenblatt, foi uma conhecida poetisa ídiche. Com ela, Guthrie escreveu numerosas letras judaicas, as quais podem ser compreendidas pela inusitada relação de colaboração que ele tinha com sua sogra, que vivia em frente a Guthrie e sua família em Brooklyn nos anos 1940. Guthrie (o trovador de Oklahoma) e Greenblatt (a escritora judia) frequentemente discutiam seus projetos artísticos e criticavam os trabalhos um do outro, achando um ponto em comum no amor pela cultura e justiça social, apesar de muitas opiniões diferentes. Suas colaborações floresceram nos anos 1940 em Brooklyn, onde a cultura judaica foi envolvida com músicas, dança moderna, poesia e luta antifascista, pró-trabalhista, o clássico socialismo ativista. Woody foi inspirado a escrever músicas que vinham diretamente de sua relação inusitada, tanto pessoalmente quanto politicamente; ele identificou os problemas dos judeus com as de seus colegas Okies e outros povos oprimidos.
Essas letras foram redescobertas por Nora Guthrie e foram transformadas em músicas por um grupo judeu de música folk, The Klezmatics, com o lançamento de Happy Joyous Hanukkah pela JMG Records em 2007. The Klezmatics também lançaram Wonder Wheel — Letras por Woody Guthrie, um álbum de letras espirituais colocadas nas músicas compostas pela banda. O álbum, produzido por Danny Blume, ganhou um Grammy Award de Melhor Álbum de Música Contemporânea Mundial.

### Tributos
Desde sua morte, artistas prestaram tributos a Guthrie, fazendo versões covers de suas músicas ou dedicando músicas a ele. Um dos primeiros artistas a fazê-los foi o artista escocês de folk Donovan, que fez um cover da canção "Car, Car (Riding in My Car)" de Guthrie em seu primeiro álbum de 1965, What's Bin Did and What's Bin Hid. Em 20 de janeiro de 1968, três meses após a morte de Guthrie, Harold Leventhal produziu Um Tributo a Woody Guthrie no Carnegie Hall em Nova Iorque. Dentre os artistas estavam Jack Elliott, Pete Seeger, Tom Paxton, Bob Dylan e The Band, Judy Collins, Arlo Guthrie, Richie Havens, Odetta, e outros. Leventhal repetiu o tributo em 12 de setembro de 1970 no Hollywood Bowl. Gravações dos dois concertos foram compiladas em um álbum. O lendário cantor folk irlandês Christy Moore foi também fortemente influenciado por Woody em seu álbum de 1970, Prosperous, dando extradições de "The Ludlow Massacre" e "Song to Woody" de Bob Dylan. Bruce Springsteen também apresentou um cover da música de Guthrie "This Land is Your Land" em seu álbum ao vivo, Live 1975-1985. Na introdução à canção, Springsteen faz referência a ela como "apenas uma das mais lindas cações que já foram escritas."
Em setembro de 1996 o Salão da Fama e Museu do Rock and Roll de Cleveland e a Case Western Reserve University apresentaram o Hard Travelin': The Life and Legacy of Woody Guthrie, uma conferência de dez dias com painel de sessões, palestras e concertos. A conferência tornou-se a primeira a qual viria ser o anual museu da conferência American Music Masters Séries. Destaques incluem o discurso principal de Arlo Guthrie, um musical sábado à noite no Odeon Theater em Cleveland e um concerto no domingo à noite no Severance Hall. Músicos se apresentaram ao longo da conferência, incluindo Arlo Guthrie, Bruce Springsteen, Billy Bragg, Pete Seeger, Ramblin' Jack Elliott, Indigo Girls, Ellis Paul, Jimmy LaFave, Ani DiFranco, e outros. Em 1999, a Wesleyan University Press publicou uma coleção de redações da conferência e a gravadora de DiFranco, Righteous Babe, lançou um compilação do concerto no Severance Hall, "Til We Outnumber 'Em", em 2000.
De 1999 até 2002 o Smithsonian Institution apresentou a exposição itinerante, This Land Is Your Land: The Life and Legacy of Woody Guthrie ("A vida e o legado de Woody Guthrie", em tradução literal). Em colaboração com Nora Guthrie, a exposição mostra objetos vistos raramente, ilustrações, filmes e performances gravadas que revelam um complexo homem que foi ao mesmo tempo poeta, músico, uma pessoa que protesta, idealista, trabalhador, e uma lenda folk.
Em 2003, Jimmy LaFave produziu um show em tributo a Woody Guthrie chamado Ribbon of Highway, Endless Skyway. O show mostra uma turnê pelo país e inclui um elenco de cantores e compositores individualmente apresentando canções de Guthrie. Intercalados entre as canções estão escritos filosofais de Guthrie lidos por um narrador. Além de LaFave, membros do elenco incluem Ellis Paul, Slaid Cleaves, Eliza Gilkyson, Joel Rafael, Sarah Lee Guthrie (neta de Woody Guthrie) e Johnny Irion, Michael Fracasso, e The Burns Sisters. O compositor de Oklahoma, Bob Childers, às vezes chamado de "the Dylan of the Dust", serviu como narrador. Quando a notícia da turnê se espalhou, artistas começaram a contatar LaFave, que apenas pré-requisitava que tivessem uma conexão inspiradora com Guthrie. Cada artista escolheu as canções de Guthrie que iria apresentar como parte do tributo. LaFave disse, "Funciona porque todos os artista são entusiastas de Guthrie de alguma forma". A performance inaugural da turnê Ribbon of Highway teve início em 5 de fevereiro de 2003 no Ryman Auditorium em Nashville. O show encurtado foi um seguimento de participação do Nashville Sings Woody, outro concerto em tributo à comemoração da música de Woody Guthrie realizado durante a Folk Alliance Conference. O elenco de Nashville Sings Woody, um feito para beneficiar a Woody Guthrie Foundation and Archives, também incluía Arlo Guthrie, Marty Stuart, Nanci Griffith, Guy Clark, Ramblin' Jack Elliott, Janis Ian, e outros.
Woody e Marjorie Guthrie foram honrados em uma celebração musical com participação de Billy Bragg e a banda Brad em 17 de outubro de 2007 no Webster Hall em Nova Iorque. Steve Earle também se apresentou. O evento beneficente à Huntington's Disease Society of America, que comemorava seu quadragésimo aniversário, foi apresentado pelo ator e ativista Tim Robbins.

## Honras póstumas
Pete Seeger teve a navegação Woody Guthrie construída para um organização que ele fundou, a Hudson River Sloop Clearwater. Foi lançada em 1978. Agora administrada pelo Beacon Sloop Club, ela serve para educar pessoas sobre iatismo e a história e entorno do rio Hudson.
Embora o catálogo de Guthrie nunca tenha trazido a ele muitos prêmios enquanto vivo, em 1988 ele foi inserido no Hall da Fama do Rock and Roll, no mesmo ano em que Bob Dylan recebeu a homenagem (o trabalho inicial de Dylan foi muito influenciado por Guthrie),. Em 2000, Guthrie foi honrado com o Grammy Lifetime Achievement Award.
Em 1987, "Roll On Columbia" foi escolhida como a canção folk oficial de Washington,. No ano de 2001, a canção de Woody "Oklahoma Hills" foi escolhida como a canção folk oficial de Oklahoma.
Em 26 de setembro de 1992, The Peace Abbey, um centro multi-fé localizado em Sherborn, Massachusetts, premiou Guthrie com o prêmio Coragem de Consciência pelo seu ativismo social e sua mestria em canções que transmitiam o sentimento comum das pessoas.
Em 26 de junho de 1998, como parte da série Lendas da Música Norte-Americana, o United States Postal Service emitiu quarenta e cinco milhões de selos honrando os músicos folk Huddie Ledbetter, Guthrie, Sonny Terry e Josh White. Os quatro músicos foram representados em folhas de vinte selos.
Em 2006, The Klezmatics colocaram as letras judaicas escritas por Guthrie em músicas. O álbum resultante, Wonder Wheel, ganhou o Grammy Award de Melhor Álbum de Música Contemporânea Mundial.
Em 27 de abril de 2007, Guthrie foi um dos quatro nativos de Okemah inseridos no Hall da Fama de Okemah durante o fim de semana festivo que celebrava o Pioneer Day.
Em 10 de fevereiro de 2008, The Live Wire: Woody Guthrie in Concert 1949, uma rara gravação ao vivo lançada em cooperação com a Woody Guthrie Foundation, ganhou um Grammy Award na categoria Melhor Álbum Histórico.

## Discografia selecionada
Muitas faixas de Guthrie têm sido repetidamente relançadas. Os itens aqui listados estão em ordem das mais recente data de publicação, não da data de gravação original.
| Ano  | Título                                                               | Gravadora                  |
| ---- | -------------------------------------------------------------------- | -------------------------- |
| 1940 | Dust Bowl Ballads[101]                                               | Folkways Records           |
| 1972 | Greatest Songs of Woody Guthrie[102]                                 | Vanguard                   |
| 1987 | Columbia River Collection[103]                                       | Rounder Records            |
| 1988 | Folkways: The Original Vision (Woody e Leadbelly)[104]               | Smithsonian Folkways       |
| 1988 | Library of Congress Recordings[105]                                  | Rounder Records            |
| 1989 | Woody Guthrie Sings Folk Songs[106]                                  | Smithsonian Folkways       |
| 1990 | Struggle[107]                                                        | Smithsonian Folkways       |
| 1991 | Cowboy Songs on Folkways[108]                                        | Smithsonian Folkways       |
| 1991 | Songs to Grow on for Mother and Child[109]                           | Smithsonian Folkways       |
| 1992 | Nursery Days[110]                                                    | Smithsonian Folkways       |
| 1994 | Long Ways to Travel: The Unreleased Folkways Masters, 1944–1949[111] | Smithsonian Folkways       |
| 1996 | Almanac Singers                                                      | UNI/MCA                    |
| 1996 | Ballads of Sacco & Vanzetti[112]                                     | Smithsonian Folkways       |
| 1997 | This Land Is Your Land, The Asch Recordings, Vol.1[113]              | Smithsonian Folkways       |
| 1997 | Muleskinner Blues, The Asch Recordings, Vol.2[114]                   | Smithsonian Folkways       |
| 1998 | Hard Travelin', The Asch Recordings, Vol.3[115]                      | Smithsonian Folkways       |
| 1999 | Buffalo Skinners, The Asch Recordings, Vol.4[116]                    | Smithsonian Folkways       |
| 2007 | The Live Wire: Woody Guthrie in Concert 1949[117]                    | Woody Guthrie Publications |
| 2009 | Woody Guthrie: My Dusty Road (CD Box)[118]                           | Rounder Records            |
| 2009 | Woody, Cisco and Sonny: My Dusty Road (LP Vinil)[119]                | Rounder Records            |
| 2009 | Woody's Greatest Hits: My Dusty Road (LP Vinil)[120]                 | Rounder Records            |
| 2009 | Woody's Roots: My Dusty Road (LP Vinil)[121]                         | Rounder Records            |
| 2009 | Woody the Agitator: My Dusty Road (LP Vinil)[122]                    | Rounder Records            |